# Фёдоровка (Золотовский сельсовет)
Фёдоровка — упразднённая деревня в Ржаксинском районе Тамбовской области России. На момент упразднения входила в состав Золотовского сельсовета.

## География
Урочище находится на юге центральной части Тамбовской области, в лесостепной зоне, на правом берегу реки Ржаксы, к востоку от автодороги 68Н-043, на расстоянии примерно 25 километров (по прямой) к северу от Ржаксы, административного центра района. Абсолютная высота — 187 метров над уровнем моря.

### Климат
Климат умеренно континентальный, относительно сухой, с холодной продолжительной зимой и тёплым летом. Средняя температура воздуха самого холодного месяца (января) — −11 °C (абсолютный минимум — −40 °C); самого тёплого месяца (июля) — 20,5 °C (абсолютный максимум — 42 °С). Продолжительность периода с положительной температурой выше 10 °C составляет 151 день. Среднегодовое количество атмосферных осадков составляет 450—475 мм, из которых большая часть выпадает в тёплый период. Продолжительность залегания снежного покрова составляет в среднем 135 дней.

## История
Исключена из учётных данных в октябре 2017 года, как фактически прекратившая своё существование.

## Население
| 2010 |
| ---- |
| 2    |